# Szaja Kozłowski
Szaja Kozłowski (ur. 1910 w Łodzi, zm. 1943, tamże) – szachista i problemista łódzki, aktywny w latach międzywojennych.
Specjalizował się w dziale studiów. W jubileuszowej księdze Łódzkiego Towarzystwa Gry Szachowej zamieszczony jest specjalny rozdział pt. „Studia szachowe S. Kozłowskiego”.
Miesięcznik Szachy (numer 2/1956)  poświęcił mu artykuł Grzegorza Grzebana pt. „Temat Kozłowskiego”.
Kilkakrotnie uczestniczył w finale mistrzostw Łodzi (bez większych sukcesów). Zginął w czasie okupacji w getcie łódzkim.
W 2013 pośmiertnie otrzymał tytuł arcymistrza krajowego w kompozycji szachowej.